# Pimpinella cordata
Pimpinella cordata är en flockblommig växtart som beskrevs av Ernst Meyer. Pimpinella cordata ingår i släktet bockrötter, och familjen flockblommiga växter. Inga underarter finns listade i Catalogue of Life.